# Sebestyén Dezső
Sebestyén Dezső, született Stern Dezső (Budapest, 1895. augusztus 15. – Budapest, 1974. június 25.) színigazgató. Sebestyén Géza és Mihály színigazgatók, valamint Jenő színész öccse.

## Életútja
Budapesten született Stern Zsigmond és Wirt Gizella gyermekeként. 1921-ben kezdte pályafutását bátyja, Sebestyén Géza miskolci társulatában mint titkár. 1924-től a Városi Színház helyettes igazgatója volt. Hosszú tárgyalások után 1930. júniusától hat éves szerződéssel a Fővárosi Művész Színház élére állt, aminek visszaadta korábbi nevét: Fővárosi Operettszínház, de a válságos évek gyér látogatottsága miatt több ízben kénytelen volt hosszabb időre is bezárni. 1945-től a Pódium Kabaré, 1951–1956 között a Vidám Színpad gazdasági igazgatója volt. 1956–1964 között – nyugdíjazásáig – a budapesti József Attila Színház gazdasági igazgatója volt. Igényes színházi műsorokat szervezett a műfaj élvonalbeli képviselőit foglalkoztatva.